# Hasan Iğsız
Hasan Iğsız (* 1946 in Istanbul) ist ein ehemaliger türkischer General des Heeres (Türk Kara Kuvvetleri), der zwischen 2006 und 2008 Kommandeur der 2. Armee (İkinci Ordu), von 2008 bis 2009 Vize-Chef des Generalstabes (Türk Silahlı Kuvvetleri Genelkurmay II. Başkanı) sowie zwischen 2009 und 2010 Kommandeur der 1. Armee (Birinci Ordu) war.

## Leben

### Ausbildung zum Offizier
Iğsız begann nach dem Schulbesuch eine Offiziersausbildung an der Heeresschule (Kara Harp Okulu), die er 1966 abschloss. Nach dem Besuch der Ingenieurschule (İstihkam Okulu) fand er Verwendung als Offizier wie zum Beispiel als Zugführer in verschiedenen Heereseinheiten. 1974 begann er seine Stabsausbildung an der Heeresakademie (Kara Harp Akademisi), die er 1976 beendete. Danach war er als Stabsoffizier sowie als Dozent an der Heeresakademie, ehe er als Planungsoffizier ins Referat Grundsatzplanung im Hauptquartier der NATO nach Brüssel versetzt wurde. Nach seiner Rückkehr war er Projektoffizier im Personalreferat für Generale und Admirale im Generalstab der Türkei sowie zuletzt Kommandeur des Präsidialgarderegiments.
Nach seiner Beförderung zum Brigadegeneral (Tuğgeneral) 1993 wurde Iğsız Leiter der Unterabteilung für Beförderungen im Hauptquartier des Heeres und anschließend 1995 Kommandeur der 16. Panzerbrigade (16. Zırhlı Tugay). 1997 erfolgte seine Beförderung zum Generalmajor (Tümgeneral) und Ernennung zum stellvertretender Kommandierenden General des Gendarmeriekorps für öffentliche Ordnung (Jandarma Asayiş Kolordu Komutanlığı). Daraufhin war er Leiter der Personalabteilung im Hauptquartier des Heeres sowie zuletzt stellvertretender Militärischer Vertreter im NATO-Militärausschuss.
2001 wurde Iğsız zum Generalleutnant (Korgeneral) befördert und übernahm den Posten als Leiter der Personalabteilung im Generalstab und danach als Kommandierender General des zur 1. Armee gehörenden V. Korps (V. Kolordu) in Çorlu, ehe er danach Kommandeur des Logistikkommandos des Heeres (Kara Kuvvetleri Lojistik Komutanlığı) war.

### Aufstieg zum General und Ergenekon-Prozess
Nach seiner Beförderung zum General (Orgeneral) wurde Iğsız am 30. August 2006 Nachfolger von General Şükrü Sarıışık als Kommandeur der aus dem IV. Korps in Ankara, dem VI. Korps in Adana sowie dem VII. Korps in Diyarbakır bestehenden 2. Armee (İkinci Ordu) in Malatya, die für den Schutz Südostanatoliens und Ostanatoliens sowie der Grenzen zu Syrien, Iran und Irak zuständig ist. Diesen Posten bekleidete er bis zum 30. August 2008 und wurde daraufhin durch General Necdet Özel abgelöst. Er selbst wurde am 30. August 2008 als Nachfolger von General Ergin Saygun Vize-Chef des Generalstabes (Türk Silahlı Kuvvetleri Genelkurmay II. Başkanı) und verblieb in dieser Funktion bis zu seiner Ablösung durch General Aslan Güner am 30. August 2009.
Zuletzt wurde General Iğsız am 30. August 2009 erneut Nachfolger von General Ergin Saygun, und zwar diesmal als Kommandeur der 1. Armee (Birinci Ordu). Diese setzt sich aus dem II. Korps in Gelibolu, dem III. Korps in Şişli sowie dem V. Korps in Çorlu zusammen und ist für die Sicherung der Grenzen zu Griechenland und Bulgarien sowie die strategisch wichtigen Meerengen Bosporus und Dardanellen verantwortlich. Nachdem seine Ernennung zum Oberkommandierenden des Heeres durch Ministerpräsident Recep Tayyip Erdoğan abgelehnt worden war, wurde General Erdal Ceylanoğlu stattdessen Nachfolger von General Işık Koşaner als Oberkommandierender des Heeres. Daraufhin bat Iğsız den Obersten Militärrat YAŞ (Yüksek Askerî Şûra) um seine Versetzung in den Ruhestand zum 30. August 2010. Bereits am 23. August 2010 wurde er durch General Hayri Kıvrıkoğlu als Kommandeur der 1. Armee abgelöst.
Im Zuge des Ergenekon-Prozesses wurde Iğsız am 8. August 2011 festgenommen und am 10. August 2011 ins Metris-Gefängnis in Haft genommen. Am 5. August 2013 wurde er von einem Schwurgericht zusammen mit den ehemaligen Generälen İlker Başbuğ, Nusret Taşdeler und Hurşit Tolon zu lebenslanger Haft verurteilt. Nach der Aufhebung der Urteile durch das Verfassungsgericht der Republik Türkei am 10. März 2014 wurde er aus der Haft entlassen.
Iğsız, der mit Ayşe Iğsız verheiratet und Vater zweier Kinder ist, spricht neben Türkisch auch Englisch.

## Weblink
- Eintrag in Kim Kimdir? (Seitenaufruf am 24. Juni 2016)

| Personendaten    | Personendaten      |
| ---------------- | ------------------ |
| NAME             | Iğsız, Hasan       |
| KURZBESCHREIBUNG | türkischer General |
| GEBURTSDATUM     | 1946               |
| GEBURTSORT       | Istanbul           |